# Sthenias semicylindricus
Sthenias semicylindricus là một loài bọ cánh cứng trong họ Cerambycidae.